# Groupama 3
Idec Sport depuis 2015
Pour les articles homonymes, voir Groupama et IDEC.
Ne pas confondre avec le trimaran Idec mis à l'eau en 2007
Groupama 3 est un maxi-trimaran de 31,50 m destiné à la course au large et la chasse aux records, lancé en 2006. De 2006 à 2013, il est skippé par Franck Cammas sous ce nom, puis de 2013 à 2015 par Armel Le Cléac'h et Loïck Peyron sous le nom de Maxi Solo Banque Populaire VII. Depuis 2015, il est barré par Francis Joyon et porte les couleurs rouges d'Idec Sport. Ce maxi-trimaran est notamment triple vainqueur de la Route du Rhum (2010, 2014 et 2018) et détenteur de 2010 à 2012 et depuis 2017 du Trophée Jules-Verne.

## Historique

### Trophée Jules Verne 2008 à 2010, sous le nom deGroupama 3
Une première tentative de battre le record du Trophée Jules-Verne, tour du monde en équipage sans escale, se solde par un échec en 2008, après un chavirage au large de la Nouvelle-Zélande.
Rapatrié et reconstruit à Lorient, il est engagé dans une nouvelle tentative en 2009. Une avarie sur le flotteur bâbord interrompt la course au bout de 11 jours. Après un nouveau départ, skippé par Franck Cammas et ses neuf coéquipiers, Groupama 3 franchit la ligne d'arrivée entre le cap Lizard et Ouessant, le 20 mars 2010, établissant un nouveau temps de référence en 48 jours 7 heures 44 minutes et 52 secondes, succédant ainsi à Orange II de Bruno Peyron.

### Route du Rhum 2010, sous le nom deGroupama 3
Avant le départ de la neuvième édition de la Route du Rhum, Groupama 3 subit quelques modifications afin de pouvoir être skippé par une seule personne. Un nouveau mât plus court est construit. Franck Cammas remporte l'épreuve en 9 jours 3 heures et 14 minutes.

### Route du Rhum 2014, sous le nom deBanque Populaire VII
Vendu le 17 janvier 2013 à Team Banque Populaire , il prend le nom de Maxi Solo Banque Populaire VII, pour être skippé par Armel Le Cléac'h. Victime d'une blessure à la main en septembre 2014, celui-ci est remplacé par Loïck Peyron qui remporte la Route du Rhum 2014  en battant le record en 7 jours 15 heures 8 minutes 32 secondes.

### Transpacifique 2015, sous le nom deLending Club 2
En février 2015, il est revendu par Team Banque populaire à Francis Joyon et au groupe Idec, son sponsor depuis 2003,.  Il est d'abord affrété par Renaud Laplanche, fondateur de la société Lending Club. La barre est confiée à Renaud Laplanche et Ryan Breymaier, avec Roland Jourdain comme équipier. Entre avril et juillet 2015, Lending Club 2 bat plusieurs records, dont la transpacifique Los Angeles-Honolulu, les courses Cowes-Dinard et Newport-Bermudes.

### Trophée Jules Verne 2017, sous le nom deIdec Sport

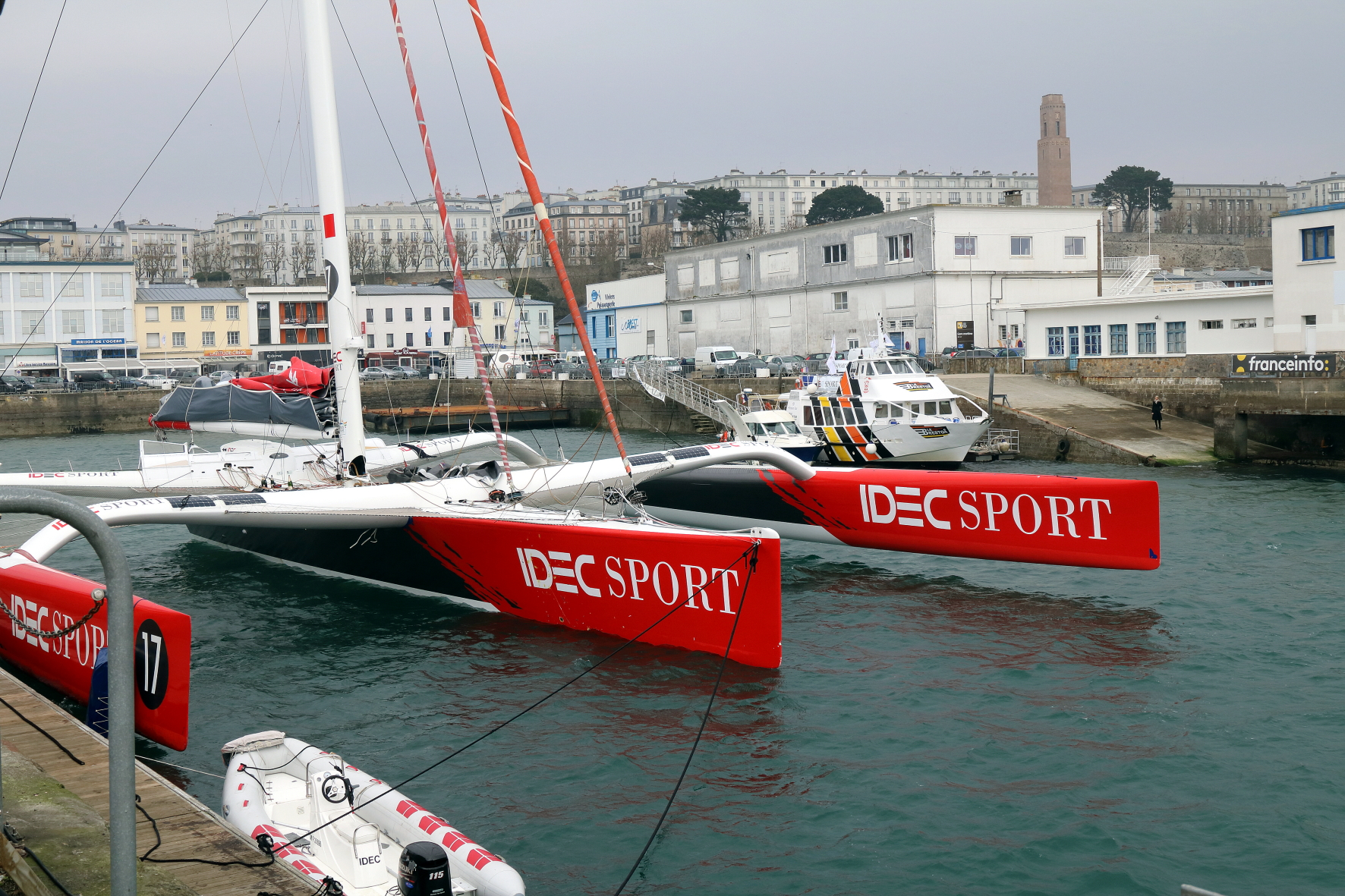
Idec Sport de Francis Joyon, détenteur du trophée Jules-Verne depuis 2017, après l'avoir conquis en 2011 sous le nom de Groupama 3 aux mains de Franck Cammas.

Francis Joyon prend possession du trimaran le 2 octobre 2015, après trois semaines de chantier chez Multiplast, à Vannes. Il a fait le choix d'une configuration intermédiaire avec un gréement réduit : plus proche de la légèreté, de la simplicité, de l'ergonomie et de la fiabilité recherchée en solitaire, au prix d'une moindre polyvalence en particulier dans le petit temps. Avec un équipage réduit à six personnes, dont le Suisse Bernard Stamm, Idec Sport se présente en challenger pour battre le Trophée Jules-Verne, détenu depuis 2012 par Loïck Peyron en 45 jours, 13 heures, 42 minutes et 53 secondes. La première tentative échoue avec l'arrivée du trimaran le vendredi 8 janvier 2016, après une course de 47 jours 14 heures et 47 minutes.
Une autre tentative avorte en novembre 2016, avec une météo peu favorable dans le pot au noir et l'atlantique sud, et un choc qui endommage légèrement sa dérive. Le troisième départ le 16 décembre 2016 sera le bon. Il arrive le 26 janvier 2017 avec un nouveau record du tour du monde à la voile en équipage en 40 j 23 h 30 min 30 s.

### Route du Rhum 2018, sous le nom deIdec Sport
Idec Sport est engagé au départ de la Route du Rhum 2018, avec à la barre Francis Joyon  dont c'est la 7e participation. Son concurrent François Gabart parvient à mener Macif jusqu'à Pointe à Pitre malgré des avaries majeures (foil tribord perdu, prise d'eau dans le flotteur, safran bâbord amputé, J3 hors d'usage, lattes de grand voile brisées), ne cédant que dans la dernière heure de course. Idec Sport parvient à déborder Macif lors des derniers milles autour de la Guadeloupe pour s’imposer en 7 jours 14 heures 21 minutes et 47 secondes , signant la troisième victoire consécutive du bateau dans la Route du Rhum, mais aussi le nouveau temps de référence entre Saint-Malo et la Guadeloupe.

## Caractéristiques
- Mise à l'eau : 2006

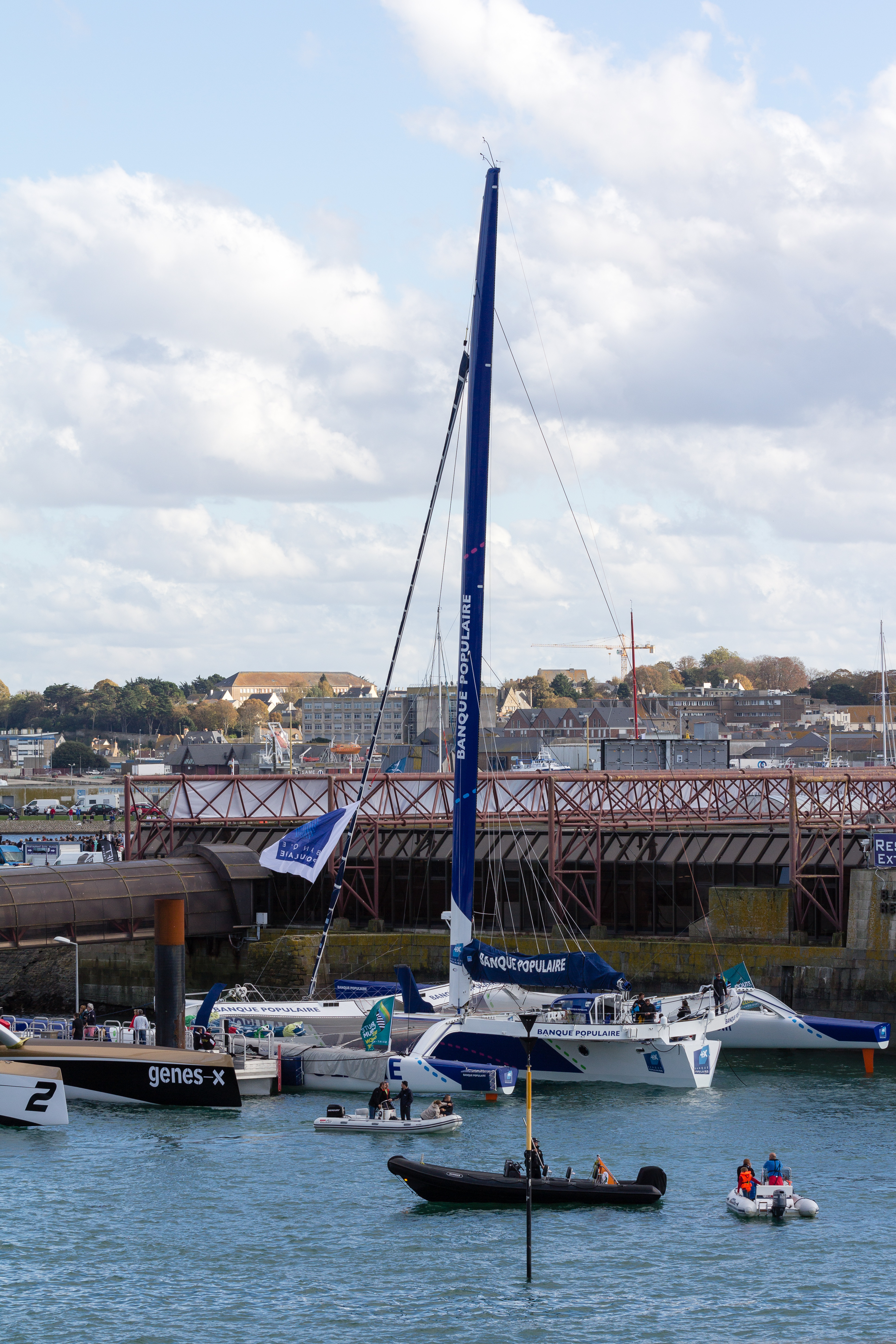
Maxi Solo Banque populaire VII, départ de la Route du Rhum 2014.

- Architectes : Marc Van Peteghem et Vincent Lauriot-Prévost du cabinet VPLP  Design
- Type : maxi-trimaran océanique
- Chantier : Multiplast
- Longueur : 31,5 m
- Largeur : 22,50 m
- Déplacement : 19 tonnes
- Tirant d'eau : 5,70 m
- Hauteur du mât : 41 m puis 33,5 m
- Voilure : 557 m2 au près, 828 m2 au portant
- Équipiers : neuf

Son gréement et ses aménagements ont été modifiés à plusieurs reprises à partir de 2010 pour disputer des navigations en solitaire comme la Route du Rhum. Son mât a notamment été réduit à 33,5 m, portant 411 m2 de voiles au près et 678 m2 au portant. Son déplacement a été réduit de plus de deux tonnes, passant à 16,5 tonnes. Un cadre de vélo a été installé par Franck Cammas en 2010 pour actionner certains winchs et circuits hydrauliques.

## Palmarès

### Podium
- Trophée Jules-Verne :
  - Avec Franck Cammas du 20 mars 2010 au 6 janvier 2012 en 48 jours, 7 heures, 44 minutes et 52 secondes.
  - Avec Francis Joyon à compter du 26 janvier 2017 en 40 j 23 h 30 min 30 s.

- Route du Rhum :
  - 2010 : 1er avec Franck Cammas, en 9 jours, 3 heures, 14 minutes et 47 secondes
  - 2014 : 1er avec Loïck Peyron, en 7 jours, 15 heures, 8 minutes et 32 secondes
  - 2018 : 1er avec Francis Joyon, en 7 jours, 14 heures, 21 minutes et 47 secondes (record de l'épreuve)
  - 2022 : 4e avec Francis Joyon, en 8 jours, 13 heures, 51 minutes et 40 secondes

### Autres records détenus
Les performances officielles les plus élevées réalisées avec ce maxi trimaran, sont les suivantes. Elles ont été validées par le World Sailing Speed Record Council (WSSRC),,.
| Date                           | Nom                                                           | Distance parcourue (milles)    | Temps                  | Moyenne (nœuds)              | Skipper                         | Équipage                                                                        |
| ------------------------------ | ------------------------------------------------------------- | ------------------------------ | ---------------------- | ---------------------------- | ------------------------------- | ------------------------------------------------------------------------------- |
| Groupama 3                     |                                                               |                                |                        |                              |                                 |                                                                                 |
| 4 juin 2007                    | L'Américaine (Miami - New York)                               | 0 947                          | 01 j 11 h 05 min 20 s  | 27                           | Franck Cammas                   |                                                                                 |
| 20 juillet 2007                | Transatlantique, distance sur 24 h                            | 0 794                          | 024 h                  | 33,08                        | Franck Cammas                   |                                                                                 |
| 23 juillet 2007                | Transatlantique, New-York au cap Lizard                       |                                | 04 j 03 h 57 min 54 s  | 29,26                        | Franck Cammas                   |                                                                                 |
| 11 novembre 2009               | Ouessant à l'Équateur                                         |                                | 05 j 15 h 23 min       | 22,16                        | Franck Cammas                   |                                                                                 |
| Maxi Solo Banque populaire VII |                                                               |                                |                        |                              |                                 |                                                                                 |
| 1er octobre 2013               | Transméditerranéenne (Marseille - Carthage)                   | 0 458                          | 0 18 h 58 min 13 s     | 23,80                        | Armel Le Cléac'h                |                                                                                 |
| 26 janvier 2014                | Distance à la voile en 24 heures (En solitaire)               | 0 682                          | 0 24 h                 | 28,42                        | Armel Le Cléac'h                |                                                                                 |
| 30 janvier 2014                | Route de la découverte (Cadix - San Salvador)                 | 03 884,4                       | 06 j 23 h 04 min 18 s  | 23,16                        | Armel Le Cléac'h                |                                                                                 |
| Lending Club 2                 |                                                               |                                |                        |                              |                                 |                                                                                 |
| 1er avril 2015                 | Cowes-Dinard                                                  | 0 138                          | 0 5 h 14 min 07 s      | 26,35                        | Renaud Laplanche Ryan Breymaier |                                                                                 |
| 20 avril 2015                  | Bermuda Race (Newport-Bermudes)                               | 0 635                          | 0 23 h 09 min 52 s     | 27,41                        | Renaud Laplanche Ryan Breymaier |                                                                                 |
| 13 juillet 2015                | Los Angeles - Honolulu (Transpacifique)                       | 02 215                         | 03 j 18 h 09 min       | 24,61                        | Renaud Laplanche Ryan Breymaier |                                                                                 |
| Idec Sport                     |                                                               |                                |                        |                              |                                 |                                                                                 |
| 4 janvier 2017                 | Trophée Jules-Verne (océan Indien)                            |                                | 05 j 21 h 07 min       |                              | Francis Joyon                   |                                                                                 |
| 12 janvier 2017                | Trophée Jules-Verne (Océan Pacifique)                         |                                | 07d 21h 13m 31s        |                              | Francis Joyon                   |                                                                                 |
| 20 janvier 2017                | Trophée Jules-Verne (Équateur à l'Équateur)                   |                                | 29 j 09 h 10 min 55 s  |                              | Francis Joyon                   |                                                                                 |
| 26 janvier 2017                | Trophée Jules-Verne                                           | 26 412                         | 40 j 23 h 30 min 30 s  | 26,85                        | Francis Joyon                   | Bernard Stamm, Alex Pella Clément Surtel, Gwénolé Gahinet et Sébastien Audigane |
| 11 novembre 2018               | Route du Rhum                                                 | 4 367                          | 07 j 14 h 21 min 47 s  | 23,95                        | Francis Joyon                   | Solitaire                                                                       |
| 8 novembre 2019                | La Mauricienne (Port-Louis (Morbihan) - Port-Louis (Maurice)) | 8 100                          | 19 j 18 h 14 min 45 s  | 17,08                        | Francis Joyon                   | Solitaire                                                                       |
| 19 février 2020                | Route du Thé (Hong Kong - Londres)                            | 15 873 (réel) 12 948 (virtuel) | 31 j 23 h 36 min 46 s, | 20,70 (réel) 16,87 (virtuel) | Francis Joyon                   | Bertrand Delesne, Christophe Houdet Antoine Blouet et Corentin Joyon            |